# Bojan Djurdjic
Bojan Djurdjic (født 13. maj 1984) er en serbisk terræncyklist.

## Sejre

### 2006
- Serbisk og montenegrinsk mester i rundbane olympisk format[1].

### 2008
- Serbisk mester i rundbane olympisk format[1].